# Cetinjski manastir
Cetinjski manastir (srpska ćirilica Цетињски манастир) posvećen rođenju Bogorodice, pravoslavni je samostan u Cetinju.
Gospodar Crne Gore Ivan Crnojević sazidao ga je 1484. godine.
Od toga razdoblja je sjedište Mitropolije crnogorsko primorske, Srpske pravoslavne crkve.
1692. je srušen tijekom napada Turaka, a obnovio ga je Danilo Petrović. U novi manastir je ugrađeno kamenje iz starog, kao i ploča s državnim grbom Crnojevića te posvetom Ivana Crnojevića.
Godine 1714. manastir je bio spaljen, a obnovljen je do 1743. godine. 
U manastiru se nalaze relikvije Svetog Petra Cetinjskog.
Trenutačno je u Cetinjskom manastiru sjedište Mitropolije crnogorsko primorske Srpske pravoslavne crkve.